# Æschne bleue
Espèce
Statut de conservation UICN

 LC  : Préoccupation mineure
L'æschne bleue (Aeshna cyanea) est une espèce d'insectes odonates (corps allongé et ailé) européens de la famille des Aeshnidae.

## Description et caractéristiques
Grande libellule, la taille de son corps atteint 67 à 76 mm de long, celle de son abdomen entre 51 et 61 mm. L’aile postérieure mesure entre 43 et 53 mm, ce qui lui donne une envergure comprise entre 90 et 110 mm. Les ailes munies d'un pterostigma sont hyalines ou légèrement safranées chez les femelles. Les yeux sont contigus sur une grande distance, ceux des mâles sont bleus et ceux des femelles les brunâtres. Une tache noire en forme de T complet est présente sur le front. Cette libellule a une teinte généralement brune avec un abdomen orné de marques vert pomme et bleu ciel dans la section distale. Son nom vernaculaire et son nom scientifique peuvent prêter à confusion car elle montre plus de vert que de bleu.
Un des critères infaillibles de reconnaissance de l'espèce est facilement visible quand l'insecte est posé : la disposition des points bleus au bout de l'abdomen : les deux taches présentes sur chaque segment abdominal tendent à se rapprocher au fur et à mesure que l'on s'éloigne du thorax, puis fusionnent et forment une unique tache sur chacun des trois derniers segments.
Seul le mâle est vert-noir-bleu, la femelle n'a pas de bleu.
Son vol est rapide. Elle est assez farouche. Cet insecte se posant rarement, cela rend son observation de près difficile.

## Habitat et distribution
Elle se rencontre typiquement en lisière de bois et le long des rangées d'arbres ensoleillés (même en ville), près des eaux stagnantes de toutes dimensions et de toute sorte.
Partout présente en France, elle est l'espèce la plus courante du genre Aeshna en Europe centrale.

## Particularités
Les femelles pondent dans des végétaux ou sur des morceaux de bois autour de la rive. Les æschnes bleues s'approchent sans crainte de l'homme. Elles sont parfaitement inoffensives.

## Galerie

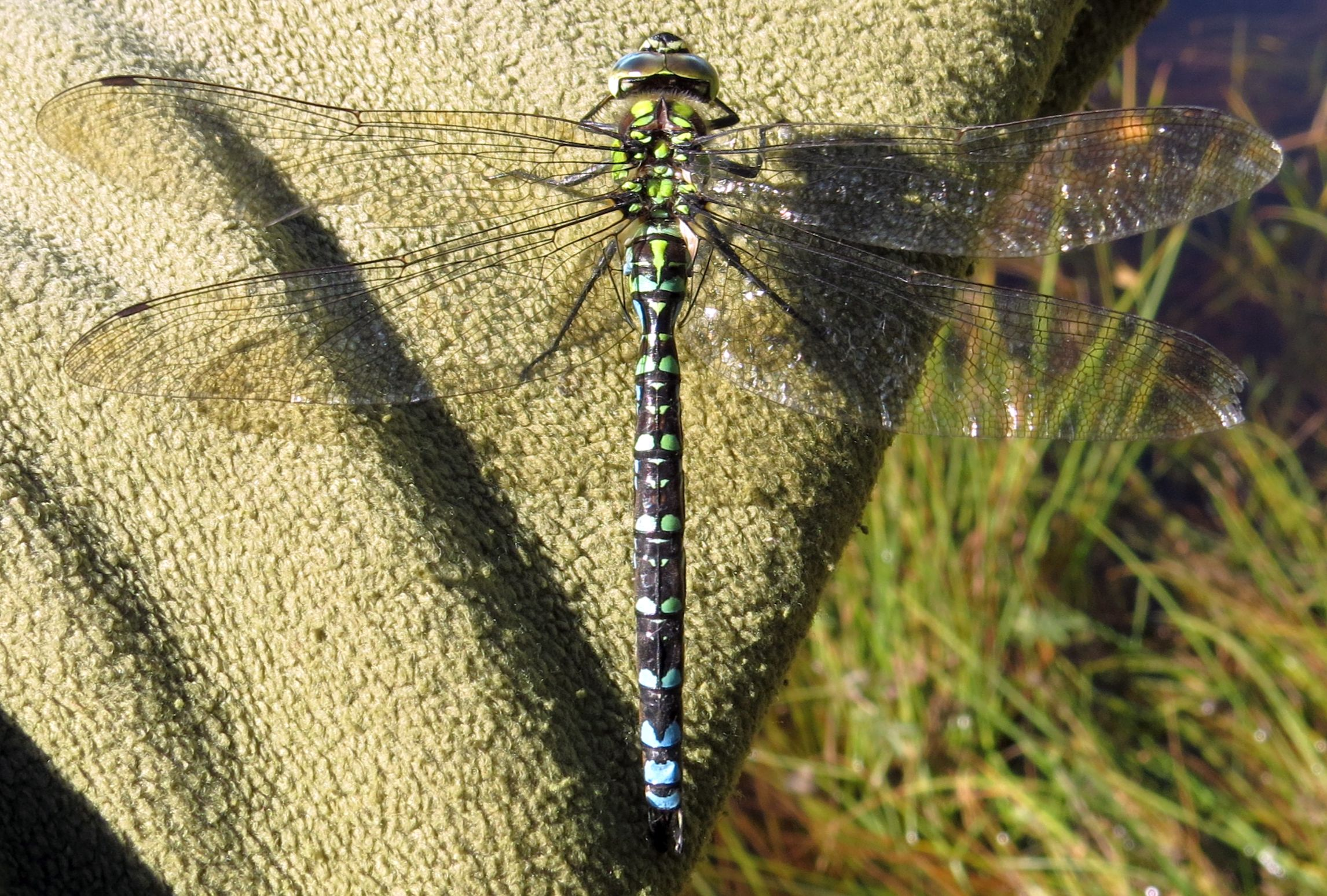
Mâle
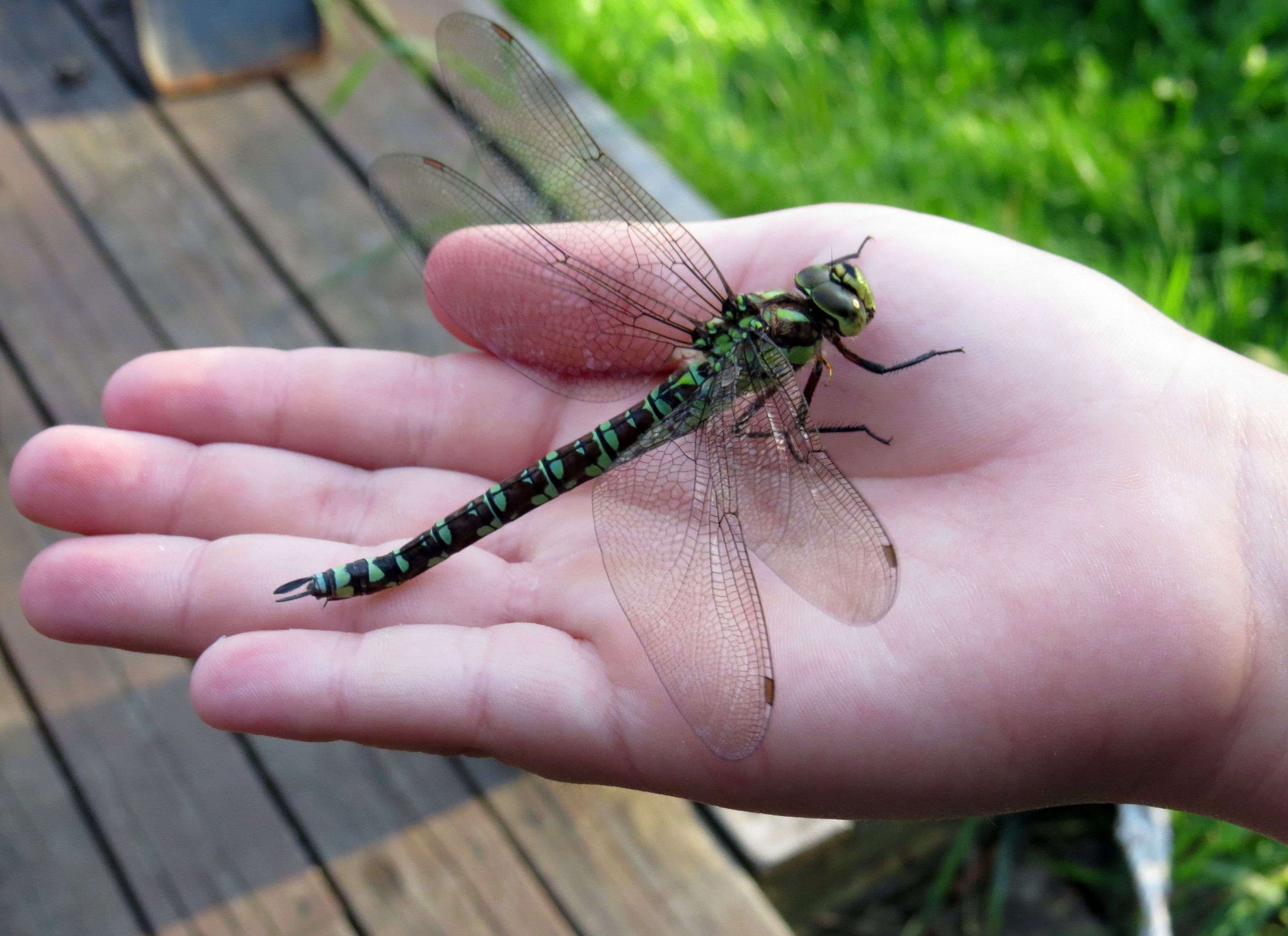
Femelle
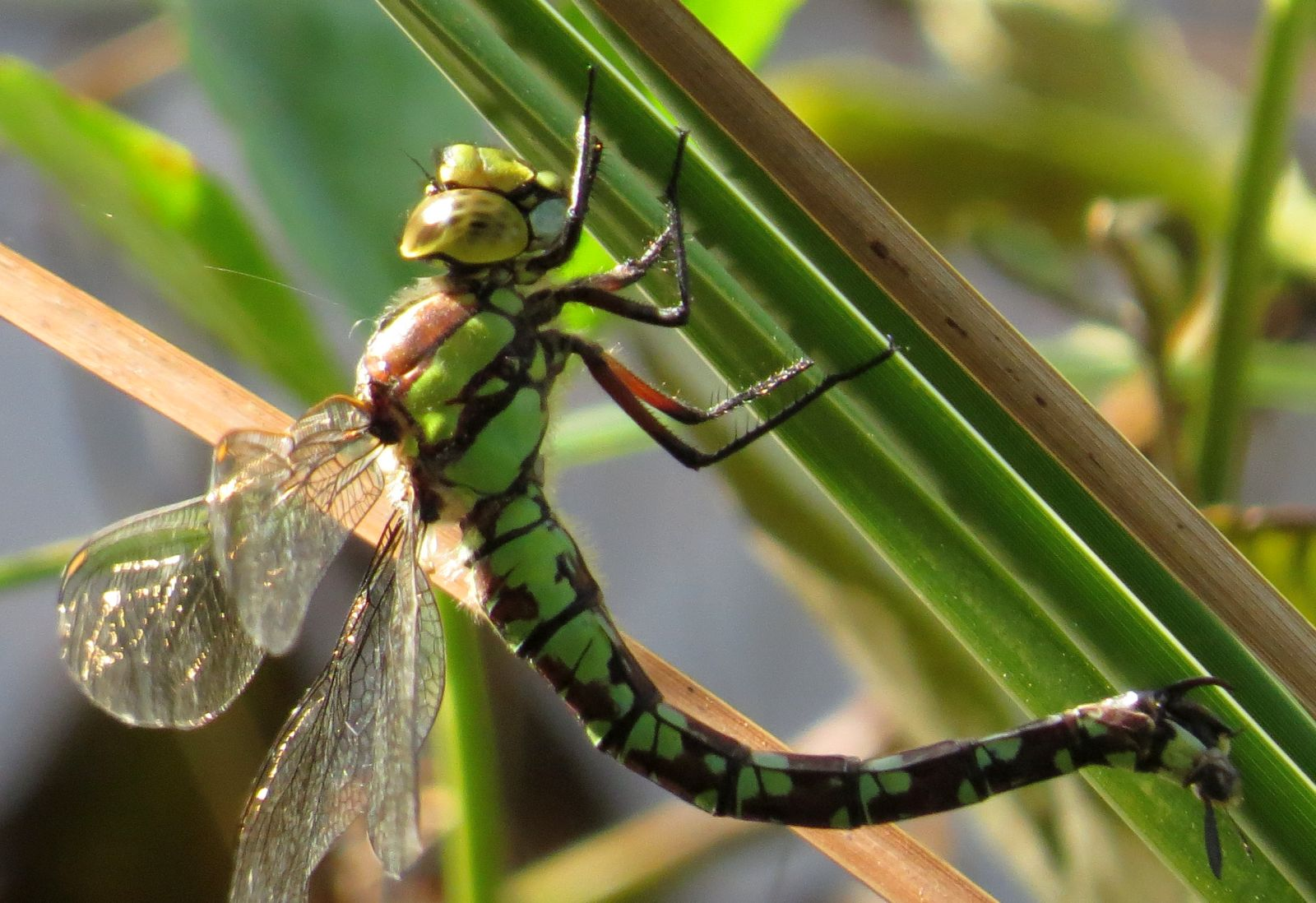
La femelle pond des œufs
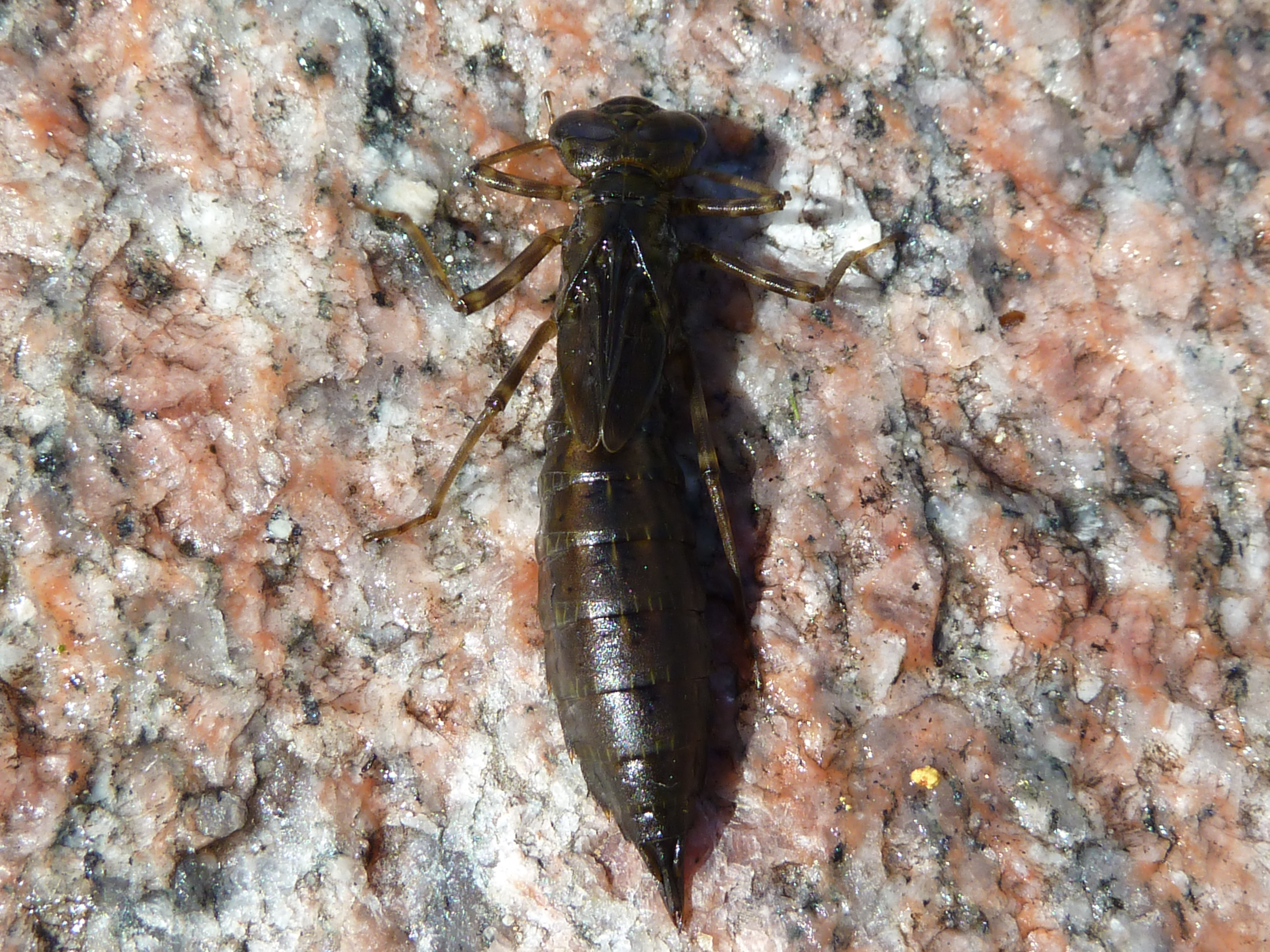
Larve de Aeshna cyanea.
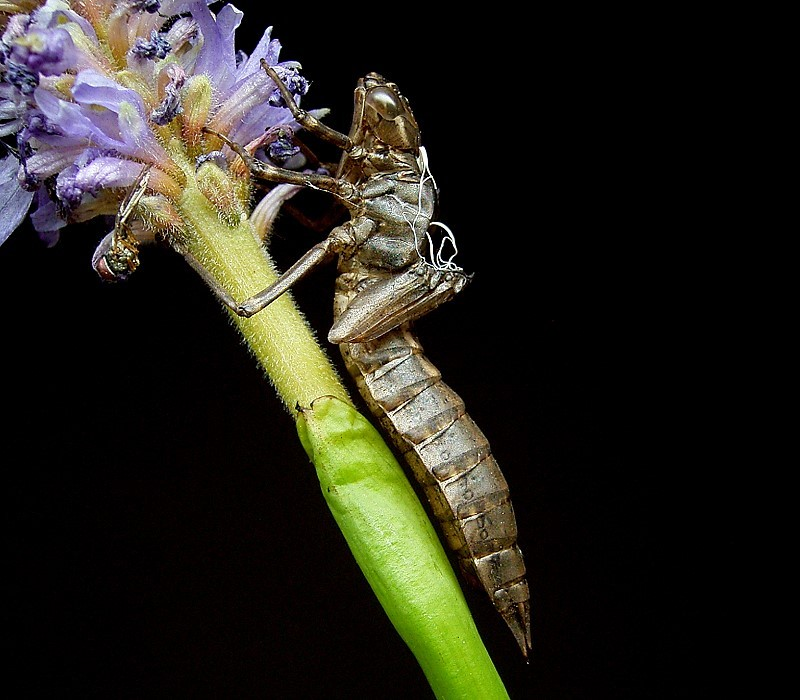
Larve prête à quitter son exuvie.
- La femelle mange une guêpe, Vespula vulgaris
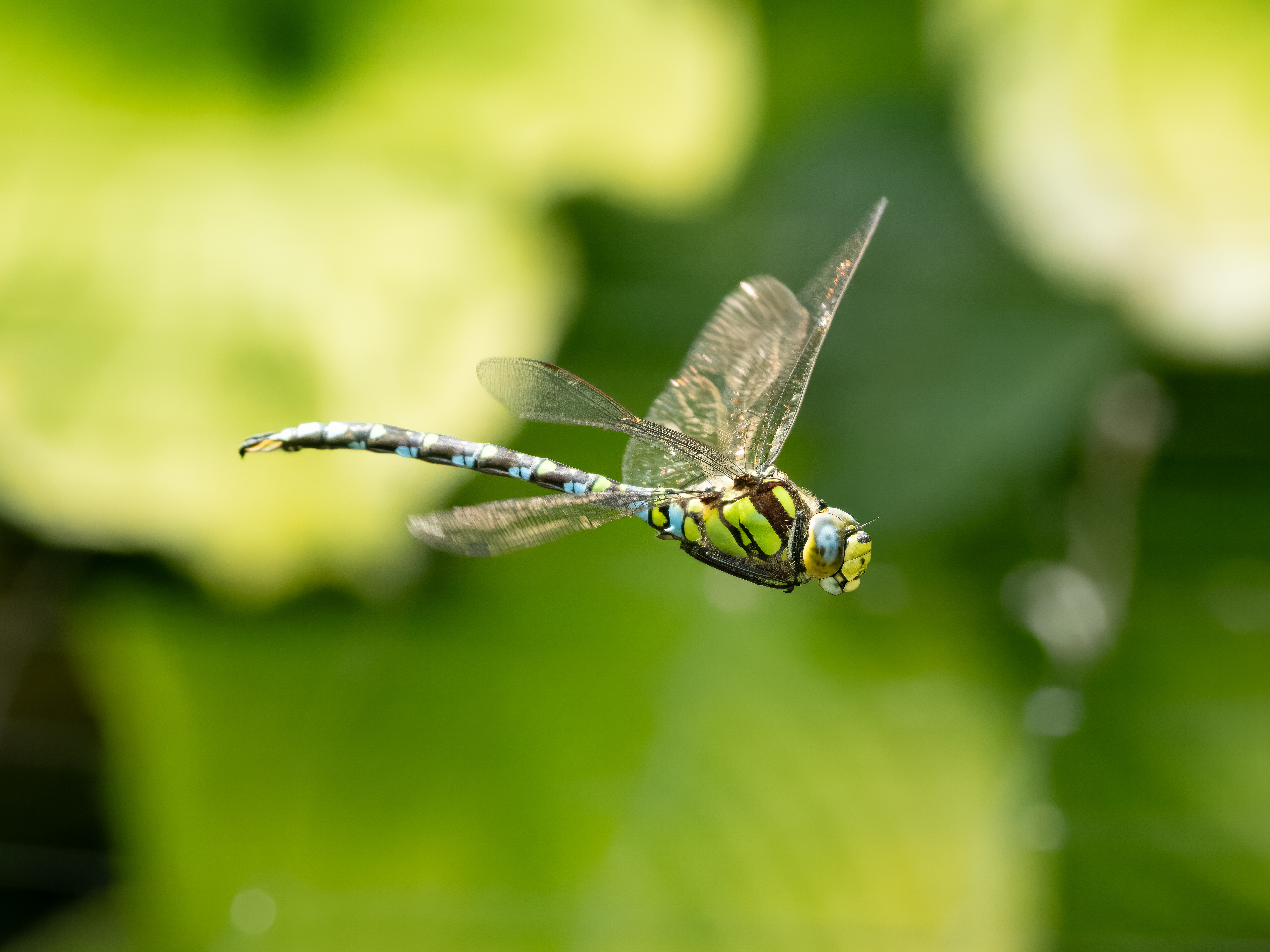
Æschne bleue au dessus d'une mare vers Bamberg en Allemagne. Aout 2023.

## Liens externes

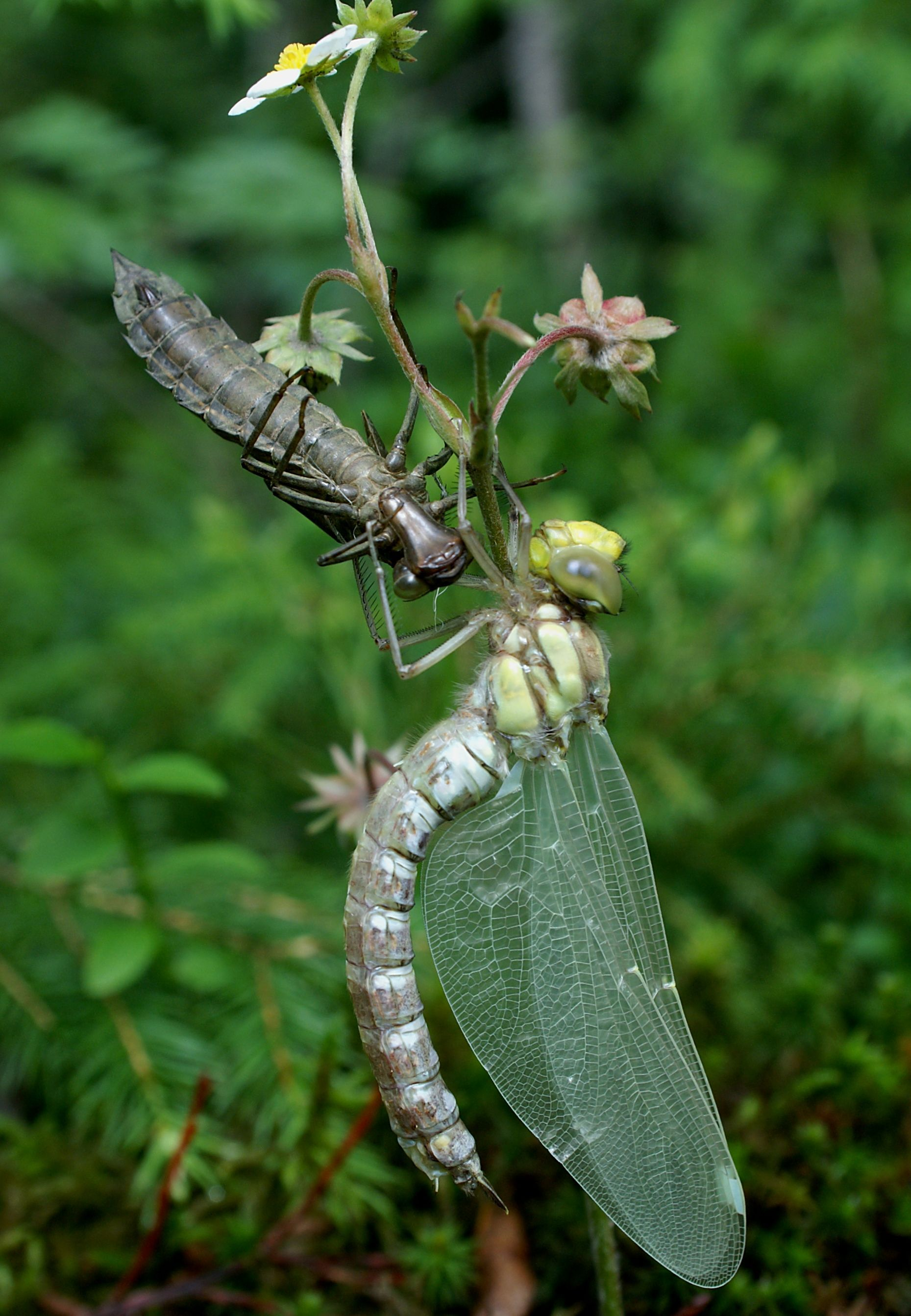
Æschne bleue femelle venant de sortir de son exuvie dont on voit la face ventrale intacte

Æschne bleue sortant de son exuvie sur une tige dEquisetum